# اوپالیتین
اوپالیتین (به انگلیسی: Eupalitin) یک ترکیب شیمیایی با شناسه پاب‌کم ۵۷۴۸۶۱۱ است. 